# Santa María "Regina Mundi" en Torre Spaccata (título cardenalicio)
Santa María Regina Mundi en Torre Spaccata es un título cardenalicio de la Iglesia Católica. Fue instituido por el papa Juan Pablo II en 1988.

## Titulares
- Simon Ignatius Pimenta (28 de junio de 1988 - 19 de julio de 2013)
- Orlando Beltran Quevedo (22 de febrero de 2014)[2]